# Compignano
Compignano è una frazione del comune di Marsciano (PG).
Collocato in cima ad una bassa collina (262 m s.l.m.), il paese dista circa 12 km da Marsciano, percorsi prima lungo la strada statale 317 e poi lungo la provinciale 340 per Spina. Gli abitanti si chiamano compignanesi. Dal borgo si domina la valle del fiume Nestore, che compie un'ampia curva a forma di ferro di cavallo proprio ai piedi della collina. Gli abitanti sono 162.

## Storia
Il nome del paese dovrebbe derivare da Campo di Giano. Esso viene indicato per la prima volta nel 1240, come castello dell'ex-podestà di Firenze, Andrea di Giacomo, a cui viene requisito dal comune di Perugia.
Nel 1312 fu saccheggiato dalle truppe dell'imperatore Arrigo VII di Lussemburgo. Nel 1361 tentò di sottrarsi alla signoria di Perugia. 
Nel 1398 il Castello ritornò sotto i perugini, mentre nel 1440 risulta in possesso di Federico di Bernardino dei Conti di Marsciano, che lo pose sotto la protezione di Perugia.
Nel 1631 fu iniziata la costruzione del palazzo di Benedetto Monaldi Baldeschi, vescovo di Perugia, che visitò il castello negli anni 1637 e 1641, dopo l'elezione a cardinale.

## Società
Abitanti censiti

## Economia
Nel passato era noto per le attività di falegnameria, costruzione di carri, fabbri, bottai, e per l'arte del tessuto a mano. Il paese si distingue per essere stato abitato da diverse generazioni di fornaciai, tanto che a loro è stato dedicato un piccolo museo storico (Museo del Laterizio e delle Terrecotte). Infatti, una vecchia fornace restaurata è testimone della passata produzione di mattoni.

## Monumenti e luoghi d'arte
- Il Castello (XIII secolo), con impianto a scacchiera e mura circolari ancora ben conservate. La porta d'ingresso, che dà su Piazza della Vittoria, è sormontata da una torre in pietra (ricostruita nella prima metà del XVI secolo), l'unica rimanente delle antiche cinque torri. Nel 1925, il campanile del paese è stato costruito sui resti di una di queste;
- Palazzo Monaldi - Corneli (XVII secolo);
- Chiesa di S. Cristoforo (XIII secolo), situata di fronte a palazzo Monaldi. Verso la fine del XVIII secolo, fu quasi interamente ricostruita con il tetto a volta, cinque altari e con quadri dipinti da Anton Maria Garbi. La chiesa venne ricostruita nuovamente nel 1905, in maniera piuttosto fedele. Al suo interno si trova una tela del XVII secolo con San Cristoforo;
- Chiesa della Madonna del Crocifisso (fine del XVI secolo), una piccola chiesa a mattoni di cotto. All'interno si trovano degli affreschi del pittore perugino Gerardo Dottori, risalenti al 1921-22: una scena della vita di Gesù e due Angeli di grandi dimensioni.

Monumenti di Compignano
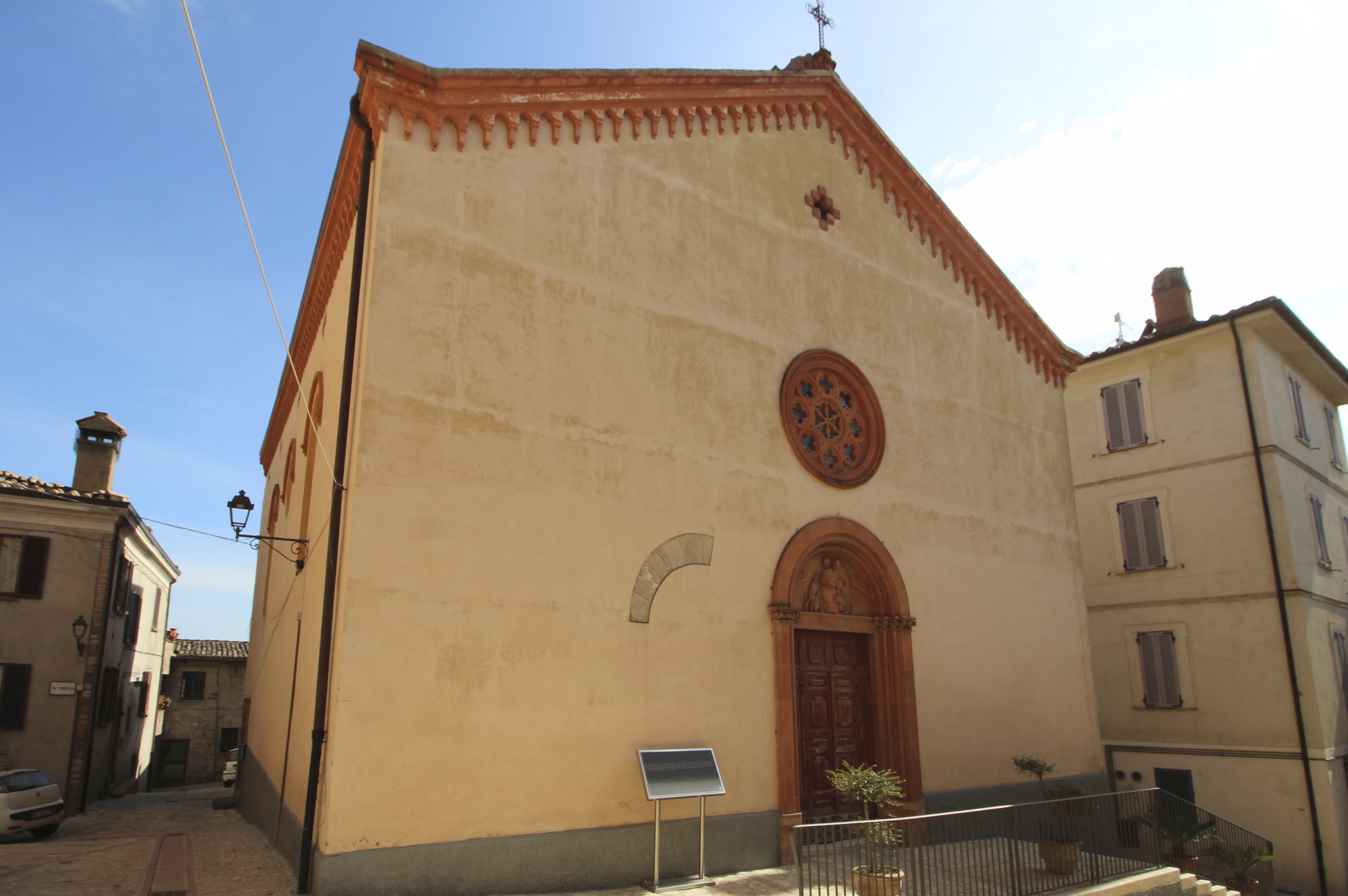
La chiesa di San Cristoforo
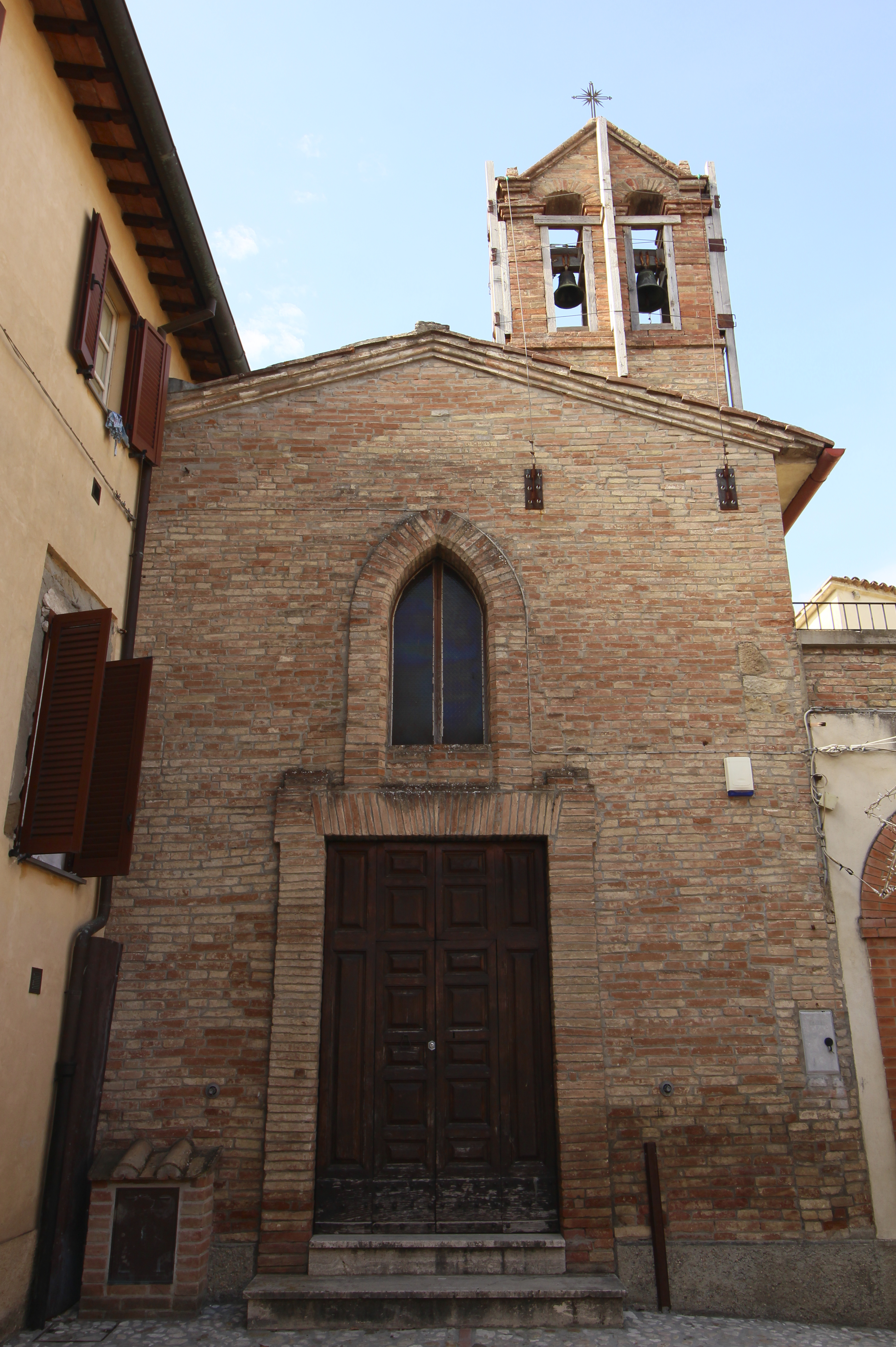
La chiesa del Santissimo Crocifisso (Madonna del Crocifisso)
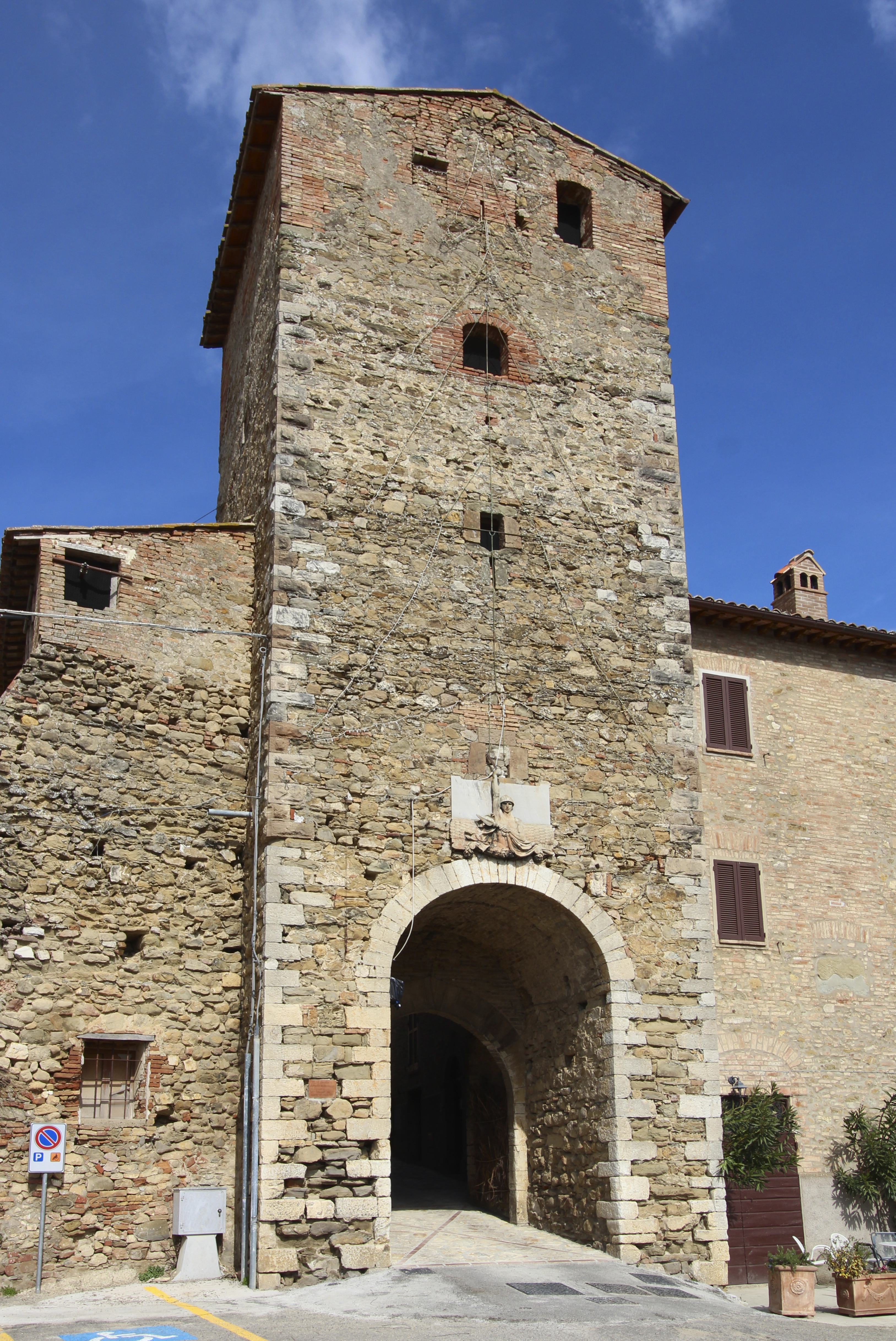
La porta d'ingresso con la relativa torre
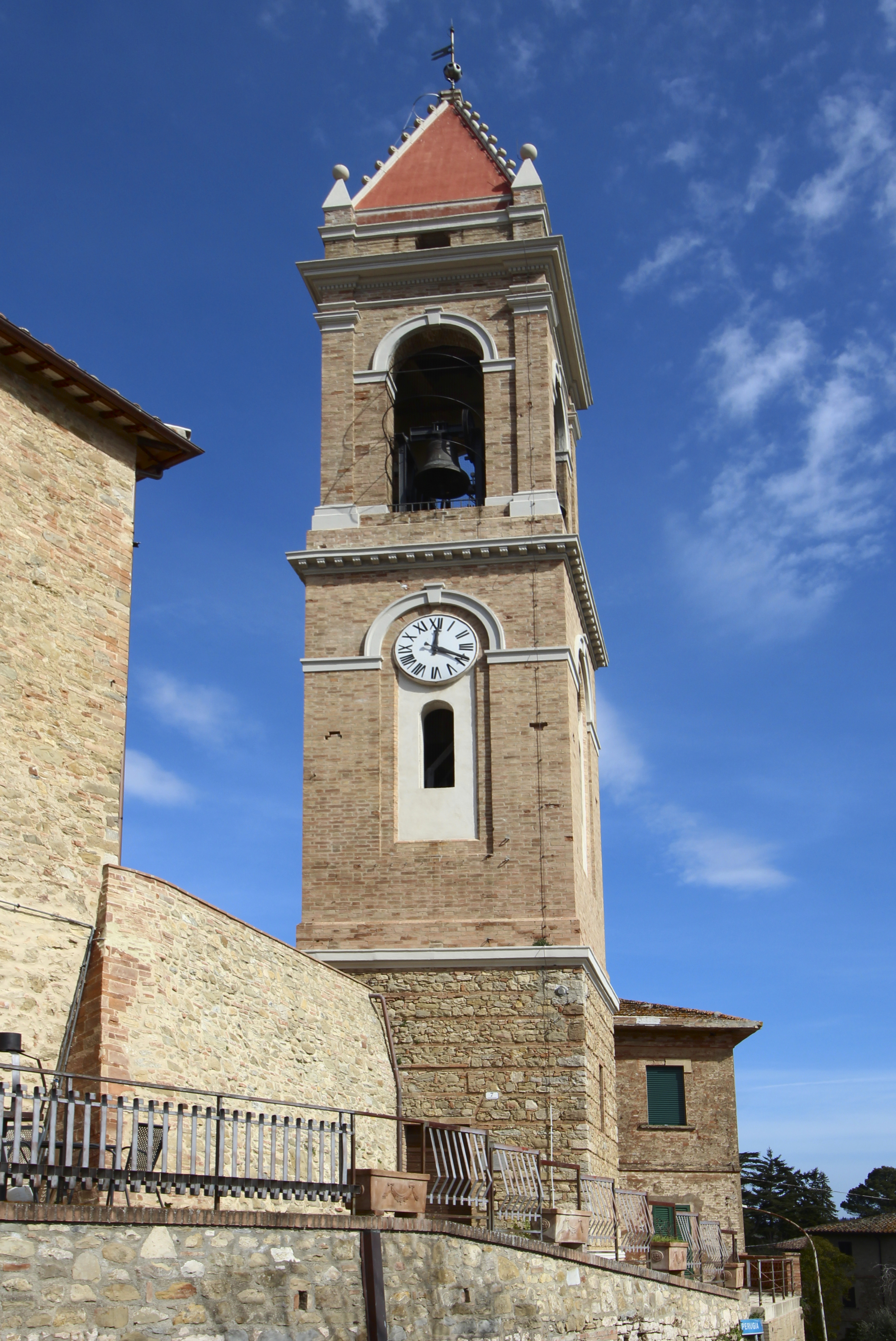
Il campanile di Compignano

## Sport
- Campo di calcetto;
- Tiro a volo.